# Plouédern
Plouédern é uma comuna francesa na região administrativa da Bretanha, no departamento Finisterra. Estende-se por uma área de 19,67 km². Em 2010 a comuna tinha 2 948 habitantes (densidade: 149,9 hab./km²).